# Крашенинников, Сергей Иванович
Сергей Иванович Крашенинников (12 января 1963,) — украинский джазовый музыкант, пианист, организатор фестивалей джазовой музыки «Черкасские джазовые дни» и «Джаз — Дилижанс», председатель совета общественной организации «Творческая мастерская Крашенинникова». Заслуженный артист Автономной Республики Крым (2010).

## Биография

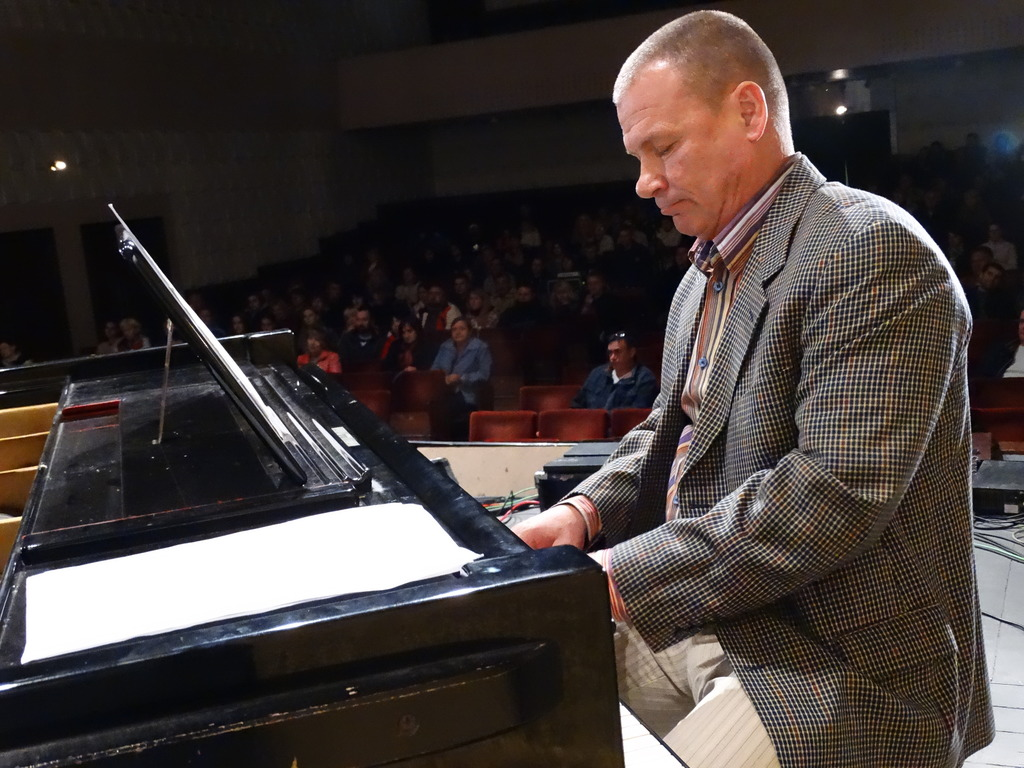
Сергей Крашенинников

Играть джаз начал в студенческие годы в Харьковском политехническом институте. По распределению приехал в г. Смела под Черкассами. На радиоприборном заводе «Оризон» организовал любительский джаз-ансамбль, который был лауреатом многочисленных джазовых фестивалей. Был одним из создателей Черкасского джаз-клуба и одним из организаторов джазовых фестивалей «Черкасские джазовые дни» и «Джаз - Дилижанс». Совместно с Юрием Гранкиным организовал джазовый дуэт и выступал в многочисленных джаз клубах Западной Европы. Руководитель джаз-трио, с которым записал 7 альбомов. В апреле 2004 года — тур по США (Айова, Иллинойс). Сольный концерт в Чикаго.
В 1998 году стал председателем совета общественной организации «Творческая мастерская Крашенинникова», которая получала гранты Международного фонда «Возрождение» на проведение фестивалей «Черкасские джазовые дни» и гастролей музыкального перфомэнса «Джаз. Объекты. Графика». Организатор многочисленных концертов украинских и зарубежных музыкантов в Черкассах. Концерты в Национальной Филармонии и в других концертных залах разных городов Украины.
Организатор и руководитель проектов Cherkasy Jazz Quintet и Pelican Quartet.
Совладелец лейбла YBK Records.

## Дискография
MC:
- «Nothing Much» (1996);
- «Round About Jazz» (1997);
- «Live in Benefis» (1997);
- «A Remark You Made» (1997);
- «Why not?» (1999);
- «Krasheninnikov’s Sessions» (2002);
- «Live in Cherkassy» (2003);

CD: 
- «Wait for Me» (2004);
- «We Like Funky-Jazz, and You ?…» (2005);
- «From Spain to Brazil» (2006);
- «Confirmation» (2006);
- «Джазовый альбом в двух частях с прологом и эпилогом» (2007);
- «Homage To Freddie Hubbard» (2009);
- «Piano Kolo» (2009);
- «Remembering The Beatles» (2009);
- «Latin Soul» (2012);
- «Верни мне музыку» (2014)
- «The Best Of Cherkasy Jazz Quintet» (2016)
- «Контрапункт» (2016)
- «Cherkasy Jazz Quintet Greatest Hits» (2017)

LP:
- Cherkasy Jazz Quintet (2017)
- JAZZ.UA  Vol. 1 (2018)
- "Cherkasy Plays Chicago" (2024)
- "We Like Funky-Jazz, and You?..." (2005) (LP 2025)

## Фильмография
- «Злакров» (2019; реж. М. Дубинский)
- «Черкасские джазовые дни 1989-2019» (2021; реж. М. Дубинский)
- «Хроники Черкасского Джаза» (2023; реж. Ю. Кропива)